# Арнульф (герцог Баварии)
Арнульф Злой (нем. Arnulf der Böse; умер 14 июля 937, Регенсбург) — герцог Баварии с 907 года из династии Луитпольдингов.

## Биография
Арнульф был сыном маркграфа Баварии Луитпольда, и Кунигунды Швабской.
Его правление пришлось на пик венгерских набегов на немецкие земли. После разгрома германской армии в битве при Прессбурге (ныне Братислава) в 907 году, венгры практически беспрепятственно регулярно совершали грабительские рейды в Баварию, Франконию и Италию. Более того, значительная часть баварских земель (Восточная марка) была завоёвана венграми. Испытывая нехватку средств для организации обороны страны, Арнульф стал прибегать к конфискациям владений и имущества католической церкви, за что получил прозвище «Злой». Арнульфу удалось восстановить Баварское герцогство и заключить перемирие с венграми: теперь в своих набегах на Германию они проходили Баварию, не встречая сопротивления, но и не разоряя владения герцога.
В Германии Арнульф выступал против короля Конрада I и его преемника Генриха I Птицелова, выражая стремление немецких герцогов по ограничению королевской власти. Арнульф фактически стал независимым государем, по собственному выбору назначал графов и епископов в своих владениях, не участвовал в походах германских королей. Но в 921 году войска короля Генриха I вторглись в Баварию и вынудили Арнульфа подчиниться. Герцог признал сюзеренитет короля над Баварией, за что получил подтверждение своих прав на княжество.
Арнульф скончался в Регенсбурге в 937 году и был захоронен в аббатстве Санкт-Эммерам.

## Брак и дети
Жена — (с 910/915 года) Юдифь, дочь Эберхарда, графа Зулихгау. Дети:
- Луитпольд
- Юдифь (925—987), замужем (938) за Генрихом I, герцогом Баварии
- Эберхард (ум. 940), герцог Баварии (c 937)
- Сванила (р. 925), замужем за Буркхардом, маркграфом Восточной марки
- Арнульф (ум. 22 июля 954), пфальцграф, считается основатель Андексской династии и династии Виттельсбахов, а также линий графов Боген и Вассербург)
- Герман
- Бертольд (ум. 980), маркграф Баварского Нордгау, возможно, основатель линии графов Швайнфурт
- Генрих